# 平安北道科學技術圖書館
平安北道科學技術圖書館位於朝鮮平安北道新義州市，據朝鮮官媒報導，圖書館於2023年6月13日舉行了竣工儀式。圖書館外觀為一座傳統朝鮮式建築，共四層樓。官媒《勞動新聞》表示，館內配備了電子、書籍和視頻閱覽室、學術討論室和一個科學電影院。